# Jesuitenkirche (Valletta)

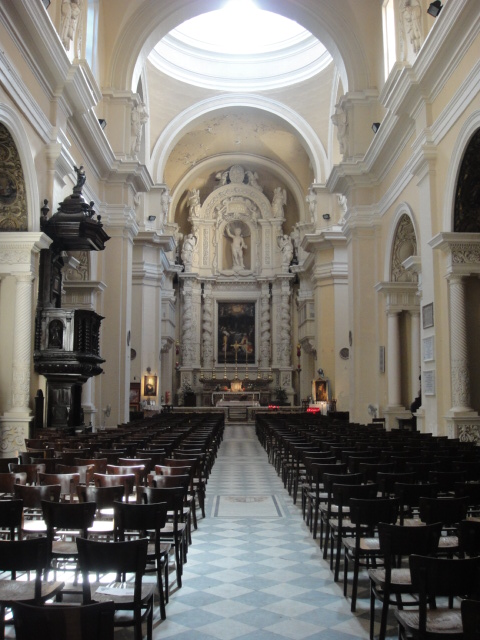
Das Kircheninnere Jesuitenkirche Valletta

Die Kirche der Beschneidung unseres Herrn, bekannt als die Jesuitenkirche, ist eine der ältesten und größten Kirchen in Valletta auf der Insel Malta. Sie ist im National Inventory of the Cultural Property of the Maltese Islands unter der Nummer 577 aufgeführt und steht seit 2008 als Grade-1-Bauwerk unter Denkmalschutz.

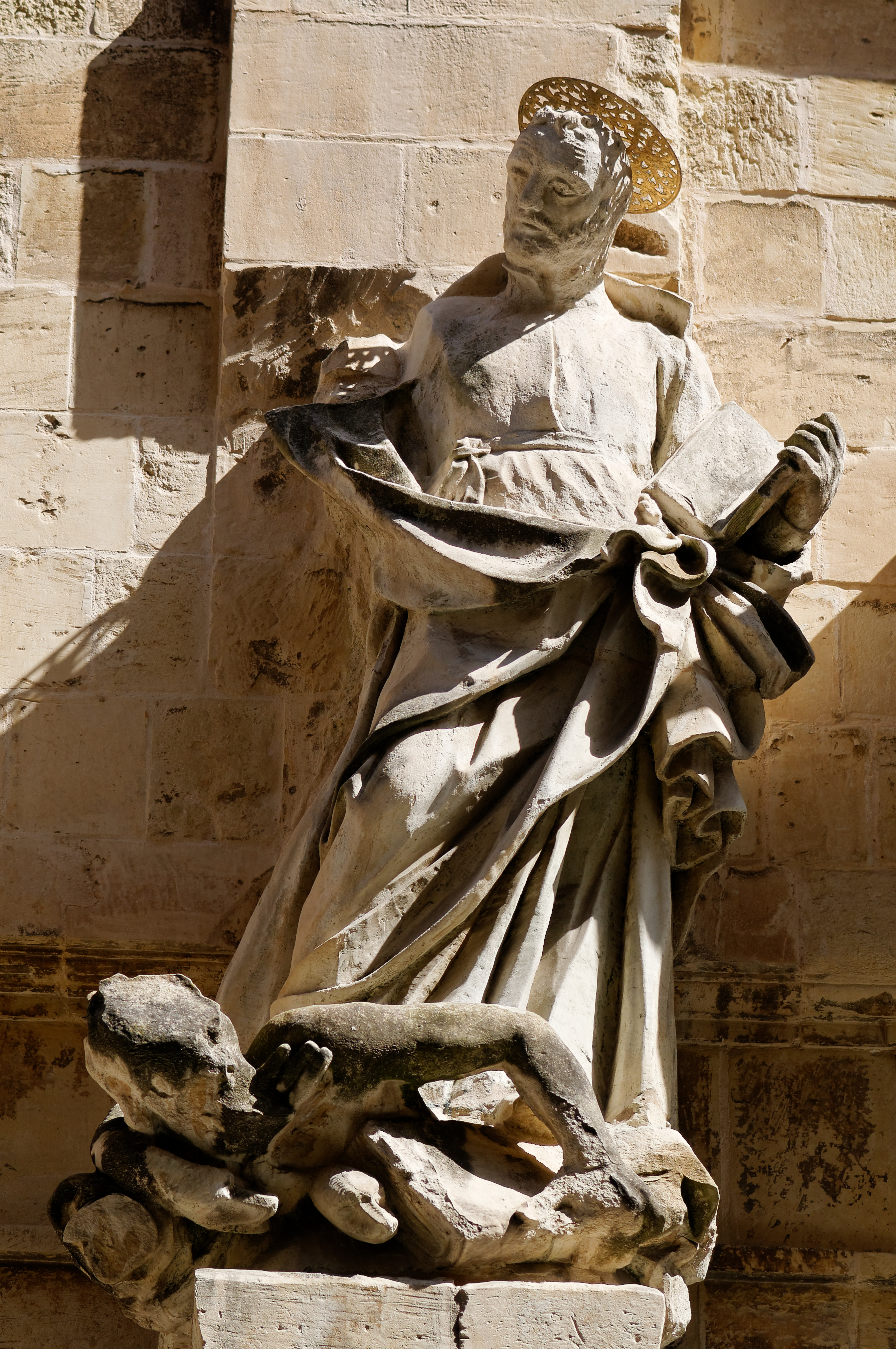
Statue des hl. Ignatius von Loyola

Erbauen ließ sie zwischen dem November 1593 und 1600 der Jesuitenorden neben dem Gebäude der älteren Universität Malta, in dem das Jesuitenkolleg Collegium Melitense zuerst untergebracht war. Die Kirche wurde im Barockstil durch Francesco Buonamici renoviert, nachdem 1634 eine Explosion diesen Teil Vallettas weitgehend zerstört hatte. Als die Jesuiten durch den Großmeister des Malteserordens Manuel Pinto de Fonseca 1768 aus Malta vertrieben worden waren, wurde das Gebäude Eigentum der Malteserritter und von diesen weiter als Kirche genutzt. Die Universität Malta wurde 1769 neu gegründet.
Das Kircheninnere ist in Dorischer Ordnung strukturiert. Der Grundriss folgt wie viele Jesuitenkirchen der Kirche Il Gesù in Rom. Die frühbarocke Fassade erscheint unvollständig.